# Kiváló Munkáért díj
Kiváló Munkáért díj ágazati miniszteri szintű kitüntetés volt a Kádár-korszak (1957–1989) idején. Szakmai ágazati emblémával is lehetett adományozni, de anélkül is érvényes volt. Pénzjutalom nem járt vele; a munkahely adott pénzjutalmat a többi dolgozóval együtt a szokásos időpontokban, pedagógusnapon, augusztus 20-án vagy november 7-én.
Leginkább a „közkatonák” kapták e díjat; a hierarchia magasabb fokán állók más díjakat kaptak, például a Munka Érdemrendje különböző fokozatait és még magasabb állami kitüntetéseket. A jelvényt nem volt szokás kitűzni a zakóra vagy blúzra; a tulajdonosok otthon, a fiókban tartották.

## Külső hivatkozások
- Kitüntetésfórum[halott link]